# Mini Racing Online
 (octobre 2019).
Mini Racing Online est un jeu gratuit conçu par Vicente Mas Morant, Kotai, en 2003, principalement sous forme de jeu de course de Formule 1. 
Le jeu a été inspiré par un test de vitesse sur le Circuit Ricardo Tormo de Cheste, Valence.

## Voitures
Il existe plusieurs véhicules, dont certains peuvent être téléchargés sur le site web de la MRO. Ces voitures varient de NASCAR à la Formule 1.

## Piste
Il y a 6 rangs qui organisent toutes les pistes. Ils sont : General, F1 (Formule 1), Micro, Karting, NASCAR et Rally. 
Chaque rang s'explique, mais il y a eu des problèmes antérieurs concernant ce que sont les pistes générales et les micro-pistes. Le rang général est le rang qui contient toutes les pistes qui ne correspondent pas aux autres rangs. Les pistes micro sont des pistes que la plupart des gens utilisent pour les lectures [multijoueurs] locales. Les pistes peuvent également être créées avec des programmes de retouche d'image externes et vous utilisez le Éditeur de pistes du jeu pour appliquer différentes lois sur la physique des terres, telles que la boue, le sable et bien sûr le tarmac.

### Caractéristiques
Miniracingonline a de nombreuses versions et fonctionnalités. La plupart de ces caractéristiques sont fortement influencées par les règles de la Formule 1 et par tout changement de règle intervenu au fil des ans. Par exemple, le jeu propose une fonctionnalité KERS (système de récupération d'énergie cinétique) pour toutes les voitures de F1, à la suite de l'introduction du KERS lors de la saison 2009 du championnat de Formule 1. Les autres caractéristiques du jeu incluent les qualifications, la pratique, la course et le mode contre la montre. Et les versions récentes incluent DRS (Drag réduction system). Miniracingonline comprend également les modes multijoueur local et multijoueur en ligne.

### Global multijoueur
Le mode multijoueur global est le mode le plus populaire du jeu, comme l'ont déclaré de nombreux joueurs. Il peut y avoir 2 à 32 pilotes, ou pilotes, à la fois lors d’une course.